# Films d'animation originaux de l'Univers DC
Ne doit pas être confondu avec DC Animated Universe, Univers cinématographique DC ou DC Universe (franchise).
 Pour plus de détails, voir Fiche technique et Distribution
Les films d'animation originaux de l'Univers DC (DC Universe Animated Original Movies) sont une collection de films d'animation américains sortis directement en vidéo, créée en 2007 par Warner Premiere, Warner Bros. Animation et DC Comics.
La collection s'étoffe au rythme de deux à quatre sorties par an, à laquelle s'ajoute une mini-collection de courts-métrages intitulée DC Showcase. La plupart des films sont des adaptations d'importants arcs narratifs de l'univers DC.
Les premiers films, distribués par Warner Home Video aux États-Unis, n'ont pas bénéficié d'un doublage français au moment de leur sortie américaine. Des versions françaises ont été réalisées plus tard et mises à disposition en VOD ou lors d'une diffusion télévisée. Tous les films ne sont pas sortis en DVD et/ou Blu-ray, certains doublages ayant été réalisés directement pour une chaîne de télévision.

## La collection

### Superman: Le Crépuscule d'un dieu
Sorti le 18 septembre 2007 aux États-Unis sous le titre Superman: Doomsday et réalisé par Lauren Montgomery, Bruce Timm et Brandon Vietti, le film est adapté de l'arc narratif La Mort de Superman. En France, il sort en VOD en VOSTFr le 16 mars 2017 sous le titre Superman : Échec puis il est diffusé en version française sur Toonami.

### La Ligue des justiciers: Nouvelle Frontière
Sorti le 26 février 2008 aux États-Unis sous le titre Justice League: The New Frontier et réalisé par Dave Bullock, le film est une adaptation du roman graphique de Darwyn Cooke La Nouvelle Frontière (DC: The New Frontier) publié en 2004. En France, il sort en DVD et Blu-ray le 21 mars 2015 puis il est diffusé sur Toonami en 2017.
L'histoire se déroule dans les années 1950, en plein maccarthysme, et met en scène une entité surnaturelle, dénommée le Centre qui décide de détruire l'humanité. Tous les super-héros que compte la Terre doivent s'unir pour l'affronter et mettre de côté leurs différends politiques et moraux.

### Batman: Contes de Gotham
Sorti le 8 juillet 2008 aux États-Unis sous le titre Batman: Gotham Knight, il s'agit d'une série de six courts-métrages animés, issus de studios japonais, dont les histoires se déroulent entre les 2 premiers films Batman de Christopher Nolan, Batman Begins et The Dark Knight : Le Chevalier noir. En France, il sort en VOD en VOSTFr puis il est diffusé en version française sur Toonami en 2017.

### Wonder Woman
Sorti le 3 mars 2009 aux États-Unis et réalisé par Lauren Montgomery, le film présente un scénario inédit qui revient sur les origines de Wonder Woman. En France, il sort en DVD et Blu-ray le 7 juin 2017 et il est diffusé sur Toonami la même année.

### Green Lantern: Le Complot
Sorti le 28 juillet 2009 aux États-Unis sous le titre Green Lantern: First Flight et réalisé par Lauren Montgomery, le film est une histoire originale présentant les débuts du Green Lantern Hal Jordan et sa relation duelle avec son mentor Sinestro. En France, il est diffusé sur France 4 le 7 août 2011, quelques jours avant la sortie française du film Green Lantern réalisé par Martin Campbell, puis sur Toonami en 2017.

### Superman/Batman: Ennemis publics
Sorti le 29 septembre 2009 aux États-Unis sous le titre Superman/Batman: Public Enemies et réalisé par Sam Liu, le film est adapté de l'arc narratif Superman/Batman : Au service du monde écrit par Jeph Loeb et dessiné par Ed McGuinness. En France, il sort en DVD le 1er septembre 2010 puis il est diffusé sur France 4 et Cartoon Network en 2011.

### La Ligue des justiciers: Conflit sur les deux Terres
Sorti le 23 février 2010 aux États-Unis sous le titre Justice League: Crisis on Two Earths et réalisé par Sam Liu et Lauren Montgomery, le film est une histoire originale centrée sur le thème, fréquemment utilisé dans les comics, du multivers, c'est-à-dire les terres parallèles abritant des versions alternatives des personnages et des événements communément admis. En France, il est diffusé sur Toonami en 2017.

### Batman et Red Hood: Sous le masque rouge
Sorti le 27 juillet 2010 aux États-Unis sous le titre Batman: Under the Red Hood et réalisé par Brandon Vietti, le film est une adaptation de l'arc narratif Batman: Under the Hood écrit par Judd Winick. En France, il sort en DVD le 1er septembre 2010 puis il est diffusé sur Canal+ Family en 2013 et sur Toonami en 2016.
En 2020, un préquel Batman: Death in the Family (en) sort en court-métrage interactif DC Showcase et adapte l'album Un deuil dans la famille.

### Superman/Batman: Apocalypse
Sorti le 28 septembre 2010 aux États-Unis et réalisé par Lauren Montgomery, le film est la suite de Superman/Batman : Ennemis publics, c'est-à-dire l'adaptation de la suite de l'arc narratif Superman/Batman : Au service du monde et plus précisément de l'arc suivant intitulé La Supergirl de Krypton écrit par Jeph Loeb et dessiné par Michael Turner. En France, il sort en DVD le 27 octobre 2010 puis il est diffusé sur Cartoon Network en 2011 et sur France 4 en 2012.

### All-Star Superman
Sorti le 22 février 2011 aux États-Unis et réalisé par Sam Liu, le film est une adaptation des comics All-Star Superman écrits par Grant Morrison et dessinés par Frank Quitely, publiés entre 2005 et 2008. En France, il n'est disponible qu'en VOD malgré l'existence de la version française sur les DVD et Blu-ray américains. Il est diffusé sur Toonami en 2017.
Une réédition Blu-ray 4K Ultra HD sort le 26 avril 2023, accompagnée de deux nouveaux bonus « The Art of All-Star Superman » et « An All-star Salute to the Silver Age Superman ».

### Green Lantern: Les Chevaliers de l'Émeraude
Sorti le 7 juin 2011 aux États-Unis sous le titre Green Lantern: Emerald Knights et réalisé par Christopher Berkeley, Lauren Montgomery et Jay Oliva, le film est composé de six chapitres relatant les plus grandes aventures du Green Lantern Corps. Reprenant le même design que le précédent film Green Lantern : Le Complot, il n'y a pourtant pas de lien entre les deux. En France, il est diffusé sur France 4 le 26 juin 2011 puis il sort en DVD le 20 juillet 2011.

### Batman: Year One
Sorti le 18 octobre 2011 aux États-Unis et réalisé par Sam Liu et Lauren Montgomery, le film est adapté de l'arc narratif Batman : Année Un écrit par Frank Miller et dessiné par David Mazzucchelli, montrant les premiers pas de Bruce Wayne en tant que Batman. En France, il sort en DVD le 4 juillet 2012 puis il est diffusé sur Toonami en 2016.

### La Ligue des justiciers: Échec
Sorti le 28 février 2012 aux États-Unis sous le titre Justice League: Doom et réalisé par Lauren Montgomery, le film est adapté de l'arc narratif JLA: Tower of Babel (en) écrit par Mark Waid. Il est dédié au scénariste Dwayne McDuffie disparu en 2011. En France, il sort en DVD le 4 juillet 2012 puis il est diffusé sur France 4 la même année.

### Superman contre l'Élite
Sorti le 12 juin 2012 aux États-Unis sous le titre Superman vs. The Elite et réalisé par Michael Chang, le film est une adaptation de l'histoire What's So Funny About Truth, Justice & the American Way? (en) parue dans Action Comics n°775, écrite par Joe Kelly et dessinée par Doug Mahnke et Lee Bermejo en 2001. En France, il sort en DVD le 4 juillet 2012 puis il est diffusé sur France 4 en 2014.

### Batman: The Dark Knight Returns
Sorti en deux parties le 25 septembre 2012 et le 29 janvier 2013 aux États-Unis et réalisé par Jay Oliva, le film est une adaptation du roman graphique de 1986 Batman: The Dark knight Returns de Frank Miller. En France, les deux parties sortent simultanément en DVD le 2 mai 2013 et elles sont diffusées sur Canal+ en 2015 puis sur France 4 en 2016,.

### Superman contre Brainiac
Sorti le 7 mai 2013 aux États-Unis sous le titre Superman: Unbound et réalisé par James Tucker, le film est adapté de l'arc narratif Superman: Brainiac écrit par Geoff Johns et dessiné par Gary Frank en 2008. En France, il sort en DVD le 5 juin 2013 puis il est diffusé sur France 4 la même année.

### La Ligue des justiciers: Le Paradoxe Flashpoint
Sorti le 30 juillet 2013 aux États-Unis sous le titre Justice League: The Flashpoint Paradox et réalisé par Jay Oliva, le film est une adaptation de la mini-série Flashpoint écrite par Geoff Johns et dessinée par Andy Kubert en 2011 et initie le DC Animated Movie Universe basé sur la continuité The New 52. En France, il sort en DVD et Blu-ray le 27 novembre 2013.
À la fin du film, une scène introduit le reboot de la Ligue des justiciers, avec l'apparition sur Terre des paradémons.

### La Ligue des justiciers: Guerre
Sorti le 4 février 2014 aux États-Unis sous le titre Justice League: War et réalisé par Jay Oliva, le film est une adaptation de la mini-série Justice League: Origin écrite par Geoff Johns et dessinée par Jim Lee de 2011 à 2012 et fait partie du DC Animated Movie Universe basé sur la continuité The New 52. En France, il est diffusé sur France 4 le 16 août 2014 et il sort en DVD et Blu-ray le 21 mars 2018.
La scène finale, placée après la 1re partie du générique de fin, permet d'introduire la suite des aventures de la Ligue, à savoir La Ligue des justiciers : Le Trône de l'Atlantide.

### Le Fils de Batman
Sorti le 6 mai 2014 aux États-Unis sous le titre Son of Batman et réalisé par Ethan Spaulding, le film est une adaptation du roman graphique Batman & Son écrit par Grant Morrison et dessiné par Andy Kubert en 2006 et fait partie du DC Animated Movie Universe basé sur la continuité The New 52. En France, il est diffusé sur France 4 le 23 août 2014 puis il sort en DVD et Blu-ray le 3 septembre 2014.

### Batman: Assaut sur Arkham
Sorti le 29 juillet 2014 en VOD puis le 12 août 2014 en DVD et Blu-ray aux États-Unis sous le titre Batman: Assault on Arkham et réalisé par Jay Oliva et Ethan Spaulding, le film se déroule dans l'univers des jeux vidéo Batman: Arkham. L'histoire se situe entre les jeux Arkham Origins et Arkham Asylum, et elle est introduite dans la scène post-crédits de Arkham Origins. En France, il sort en DVD le 3 septembre 2014 puis il est diffusé sur France 4 la même année.

### La Ligue des justiciers: Le Trône de l'Atlantide
Sorti le 27 janvier 2015 aux États-Unis sous le titre Justice League: Throne of Atlantis et réalisé par Ethan Spaulding, le film est une adaptation de l'arc narratif Throne of Atlantis (en) écrit par Geoff Johns, dessiné par Ivan Reis et Paul Pelletier, et fait partie du DC Animated Movie Universe basé sur la continuité The New 52. Il est la suite du film La Ligue des justiciers : Guerre de la même série. En France, il sort en DVD et Blu-ray le 20 mai 2015 puis il est diffusé sur Toonami et Canal+ Family en 2017.

### Batman vs. Robin
Sorti le 14 avril 2015 aux États-Unis et réalisé par Jay Oliva, le film est une adaptation partielle de l'arc narratif La Cour des hiboux écrit par Scott Snyder et dessiné par Greg Capullo en 2011 et fait partie du DC Animated Movie Universe basé sur la continuité The New 52. Il est la suite du film Le Fils de Batman de la même série. En France, il sort en DVD et Blu-ray le 22 avril 2015.

### La Ligue des justiciers: Dieux et Monstres
Sorti le 28 juillet 2015 aux États-Unis sous le titre Justice League: Gods and Monsters et réalisé par Sam Liu, le film, scénarisé par Alan Burnett et Bruce Timm, présente une histoire alternative de la Ligue des justiciers dans une réalité parallèle où Superman, Batman et Wonder Woman n'hésitent pas à tuer pour rendre la justice et où ils sont craints par l'humanité. En France, il sort en DVD et Blu-ray le 23 septembre 2015.

### Batman: Mauvais Sang
Sorti le 2 février 2016 aux États-Unis sous le titre Batman: Bad Blood et réalisé par Jay Oliva, le film fait partie du DC Animated Movie Universe basé sur la continuité The New 52. Il est la suite directe de Batman vs. Robin de la même série. En France, il sort en DVD et Blu-ray le 24 février 2016.

### La Ligue des justiciers vs. les Teen Titans
Sorti le 29 mars 2016 en VOD puis le 12 avril 2016 en DVD et Blu-ray aux États-Unis sous le titre Justice League vs. Teen Titans et réalisé par Sam Liu, le film fait partie du DC Animated Movie Universe basé sur la continuité The New 52. Il est la suite des longs-métrages La Ligue des justiciers : Le Trône de l'Atlantide et Batman : Mauvais Sang de la même série. En France, il sort en DVD et Blu-ray le 13 avril 2016.

### Batman: The Killing Joke
Sorti le 25 juillet 2016 aux États-Unis et réalisé par Sam Liu, le film est une adaptation du roman graphique de 1988 Batman: The Killing Joke écrit par Alan Moore et dessiné par Brian Bolland. En France, il sort en DVD le 3 août 2016.
Barbara Gordon (Batgirl) et son père, le Commissaire Gordon, sont au cœur de ce thriller sombre. Le film offre l'occasion de revenir sur l'une des origines possibles du Joker, via des flashbacks distillés tout au long du récit.

### Justice League Dark
Sorti le 24 janvier 2017 en VOD puis le 7 février 2017 en DVD et Blu-ray aux États-Unis et réalisé par Jay Oliva, le film fait partie du DC Animated Movie Universe basé sur la continuité The New 52. Il est la suite des longs-métrages La Ligue des justiciers : Le Trône de l'Atlantide et La Ligue des justiciers vs. les Teen Titans de la même série. En France, il sort en DVD et Blu-ray le 1er mars 2017.
John Constantine est le personnage principal de cette histoire de la Ligue des ténèbres aux côtés de Zatanna, Deadman et Jason Blood / Etrigan.

### Teen Titans: The Judas Contract
Sorti le 4 avril 2017 en VOD puis le 18 avril 2017 en DVD et Blu-ray aux États-Unis et réalisé par Sam Liu, le film est adapté de l'arc narratif The Judas Contract (en) écrit par Marv Wolfman et dessiné par George Pérez, et fait partie du DC Animated Movie Universe basé sur la continuité The New 52. Il est la suite directe de La Ligue des justiciers vs. les Teen Titans de la même série. En France, il sort en DVD et Blu-ray le 19 avril 2017.
Terra, qui a rejoint les Teen Titans il y a moins d'un an, dans la scène post-générique de La Ligue des justiciers vs. les Teen Titans, est au cœur de ce film, ce qui permet de plonger dans sa jeunesse au moment de l'apparition de ses pouvoirs.

### Batman et Harley Quinn
Sorti le 14 août 2017 aux États-Unis sous le titre Batman and Harley Quinn et réalisé par Sam Liu, le film présente un scénario original reprenant le graphisme de la série animée Batman : The Animated Series des années 1990, dans laquelle Harley Quinn a fait sa première apparition dans l'univers DC. En France, il sort en DVD le 30 août 2017.

### Batman: Gotham by Gaslight
Sorti le 6 février 2018 aux États-Unis et réalisé par Sam Liu, le film est une adaptation du roman graphique de 1989 Batman : Gotham au XIXe siècle écrit par Brian Augustyn et dessiné par Mike Mignola. En France, il sort en DVD et Blu-ray le 28 février 2018.
Dans cette version uchronique et victorienne de Gotham City à la fin du XIXe siècle, de nombreux personnages de l'univers Batman sont repris ou évoqués (Gordon, Tim, Jason, Pamela Isley, Selina Kyle, Harvey Dent...) mais avec des personnalités différentes afin de suivre une enquête inédite et ne se référant pas aux ambiances habituelles des aventures du Chevalier Noir.

### Suicide Squad: Le Prix de l'enfer
Sorti le 10 avril 2018 aux États-Unis sous le titre Suicide Squad: Hell to Pay et réalisé par Sam Liu, le film fait partie du DC Animated Movie Universe basé sur la continuité The New 52 et présente un scénario original de la Task Force X, composée de Deadshot, Harley Quinn, Killer Frost, Captain Boomerang, Copperhead et Bronze Tiger, qui doit retrouver une mystérieuse carte. En France, il sort en DVD et Blu-ray le 11 avril 2018.
Le film se singularise par des scènes violentes et sanglantes, à l'instar de Batman: The Killing Joke (2016) ou Batman: Gotham by Gaslight (2018).

### La Mort de Superman
Sorti le 24 juillet 2018 en VOD puis le 7 août 2018 en DVD et Blu-ray aux États-Unis sous le titre The Death of Superman et réalisé par Jake Castorena et Sam Liu, le film est une nouvelle adaptation de l'arc narratif La Mort de Superman, 11 ans après le long-métrage Superman : Le Crépuscule d'un dieu en 2007. L'histoire est plus fidèle aux comics et fait partie du DC Animated Movie Universe basé sur la continuité The New 52. En France, il sort en DVD et Blu-ray le 22 août 2018.

### Le Règne des Supermen
Sorti le 15 janvier 2019 en VOD puis le 29 janvier 2019 en DVD et Blu-ray aux États-Unis sous le titre Reign of the Supermen et réalisé par Sam Liu, le film est la suite du long-métrage La Mort de Superman et adapte le 2e volume de l'arc narratif du même nom. Il fait partie du DC Animated Movie Universe basé sur la continuité The New 52. En France, il sort en DVD et Blu-ray le 6 février 2019.

### Justice League vs. the Fatal Five
Sorti le 30 mars 2019 en VOD puis le 16 avril 2019 en DVD et Blu-ray aux États-Unis et réalisé par Sam Liu, le film met en scène trois membres des Fatal Five venus du 31e siècle, face à la Ligue des justiciers qui compte une nouvelle recrue, Jessica Cruz. En France, il sort en DVD et Blu-ray le 24 avril 2019.
Le film permet de retrouver le graphisme et les personnages de la série animée La Ligue des justiciers du début des années 2000, en les croisant avec les antagonistes de la série animée La Légende des super-héros.

### Batman: Silence
Sorti le 20 juillet 2019 en VOD puis le 6 août 2019 en DVD et Blu-ray aux États-Unis sous le titre Batman: Hush et réalisé par Justin Copeland, le film adapte l'arc narratif du même nom écrit par Jeph Loeb et dessiné par Jim Lee. Il fait partie du DC Animated Movie Universe basé sur la continuité The New 52. En France, il sort en DVD et Blu-ray le 21 août 2019.
L'histoire est l'occasion d'entrer dans l'intimité de Bruce Wayne et d'épaissir sa liaison avec Selina Kyle / Catwoman. Le film introduit également le personnage de Batgirl qui apparaît dans la scène post-générique de Batman : Mauvais Sang.

### Wonder Woman: Bloodlines
Sorti le 5 octobre 2019 en VOD puis le 22 octobre 2019 en DVD et Blu-ray aux États-Unis et réalisé par Justin Copeland et Sam Liu, le film fait partie du DC Animated Movie Universe basé sur la continuité The New 52 et n'a pas de lien avec le long-métrage Wonder Woman de 2009. En France, il sort en DVD et Blu-ray le 6 novembre 2019.
L'aventure débute en rappelant les origines de la princesse guerrière sur l'île de Themyscira et sa rencontre avec Steve Trevor. Des années plus tard, Diana, devenue Wonder Woman aux yeux du monde entier, apprend les mœurs des humains aux côtés d'une famille d'adoption constituée du Dr Kapatelis et de sa fille, Vanessa. Le film est l'occasion pour l'héroïne d'affronter ses ennemis traditionnels, comme Cheetah ou Giganta, tout en faisant allusion à la Ligue des justiciers.

### Superman: Red Son
Sorti le 25 février 2020 en VOD puis le 17 mars 2020 en DVD et Blu-ray aux États-Unis et réalisé par Sam Liu, le film est une adaptation du roman graphique du même nom écrit par Mark Millar et dessiné par Dave Johnson et Kilian Plunkett. En France, il sort en DVD et Blu-ray le 17 juin 2020.
L'histoire propose une uchronie dans laquelle Superman a grandi en Union Soviétique au lieu des États-Unis et décide, après la découverte de ses pouvoirs, de se mettre au service du régime de Staline.

### Justice League Dark: Apokolips War
Sorti le 5 mai 2020 en VOD puis le 19 mai 2020 en DVD et Blu-ray aux États-Unis et réalisé par Matt Peters et Christina Sotta, le film est le dernier du DC Animated Movie Universe mettant fin à l'arc « The New 52 ». En France, il sort en DVD et Blu-ray le 24 juin 2020.
L'histoire permet de rassembler la Ligue des justiciers, la Ligue des ténèbres, la Suicide Squad et les Teen Titans contre les forces de Darkseid. C'est l'occasion de revoir une grande partie des personnages rencontrés dans cet arc narratif débuté en 2013 avec le film La Ligue des justiciers : Le Paradoxe Flashpoint.

### Superman: L'Homme de demain
Sorti le 23 août 2020 en VOD puis le 8 septembre 2020 en DVD et Blu-ray aux États-Unis sous le titre Superman: Man of Tomorrow et réalisé par Chris Palmer, le film est une histoire originale qui relate les débuts de l'homme d'acier à Metropolis lorsque Clark Kent s'y installe, avant de devenir Superman. En France, il sort en DVD et Blu-ray le 23 septembre 2020.
Après la fin du DC Animated Movie Universe en 2020, une nouvelle continuité scénaristique nommée Tomorrowverse débute avec ce film.

### Batman: Soul of the Dragon
Sorti le 12 janvier 2021 en VOD puis le 26 janvier 2021 en DVD et Blu-ray aux États-Unis et réalisé par Sam Liu, le film met en scène un jeune Batman accompagné de Richard Dragon (en), Bronze Tiger et Lady Shiva, trois anciens camarades de classe, dans une aventure originale se déroulant dans les années 1970. En France, il sort en DVD et Blu-ray le 17 février 2021.

### Justice Society: World War II
Sorti le 27 avril 2021 en VOD puis le 11 mai 2021 en DVD et Blu-ray aux États-Unis et réalisé par Jeff Wamester, le film fait partie du Tomorrowverse et il est une histoire originale mettant en scène Flash qui se retrouve accidentellement dans les années 40 en pleine Seconde Guerre mondiale dans un conflit opposant la Justice Society, dirigée par Wonder Woman, à l'armée nazie. En France, il sort en DVD et Blu-ray le 26 mai 2021.

### Batman: The Long Halloween
Sorti en deux parties le 22 juin 2021 et le 27 juillet 2021 en VOD aux États-Unis puis en DVD et Blu-ray, et réalisé par Chris Palmer, le film est une adaptation de la mini-série de comics du même nom écrite par Jeph Loeb et dessinée par Tim Sale en 1996 et 1997, et s'intègre dans la continuité scénaristique Tomorrowverse. En France, les deux parties sortent en DVD et Blu-ray successivement le 23 juin 2021 et le 25 août 2021.

### Injustice
Sorti le 19 octobre 2021 en DVD, Blu-ray et VOD aux États-Unis et réalisé par Matt Peters, le film est une adaptation du comics Injustice : Les dieux sont parmi nous de Tom Taylor servant de préquelle au jeu vidéo Injustice : Les dieux sont parmi nous, tous deux sortis en 2013. En France, il sort en DVD et Blu-ray le 20 octobre 2021.

### Catwoman: Hunted
Sorti le 8 février 2022 en VOD aux États-Unis et réalisé par Shinsuke Terasawa, le film présente un scénario original écrit par Greg Weisman qui le déclare comme « adjacent » à la série animée La Ligue des justiciers : Nouvelle Génération (Young Justice). Il est porté par une réalisation 2D classique et d'après Sam Stone de CBR, « ce choix [d'animation] capture la beauté du style artistique traditionnel et montre à quel point les visages familiers de DC correspondent à cette approche ». En France, il sort en VOD le 22 février 2022 puis en DVD et Blu-ray le 23 février 2022.

### Green Lantern: Beware My Power
Sorti le 26 juillet 2022 en DVD, Blu-ray et VOD aux États-Unis et réalisé par Jeff Wamester, le film fait partie du Tomorrowverse et met en scène les débuts de John Stewart en tant que Green Lantern après avoir pris la relève d'Hal Jordan. En France, il sort en DVD, Blu-ray et VOD le 27 juillet 2022.
Le personnage d'Adam Strange, présent dans le film, est issu du court-métrage DC Showcase: Adam Strange de 2020.

### Batman and Superman: Battle of the Super Sons
Sorti le 18 octobre 2022 en DVD, Blu-ray et VOD aux États-Unis et réalisé par Matt Peters, le film met en scène Jonathan Kent et Damian Wayne, duo des comics Super-Sons (en), qui doivent affronter leurs pères Superman et Batman après que Starro (en), une étoile de mer extraterrestre, a pris le contrôle de leur esprit. En France, il sort en DVD et Blu-ray le 26 octobre 2022.

### Legion of Super-Heroes
Sorti le 7 février 2023 en DVD, Blu-ray et VOD aux États-Unis et en France (en VO uniquement), et réalisé par Jeff Wamester, le film revisite les comics de la Légion des super-héros créée par Otto Binder et Al Plastino. L'histoire met en avant les personnages de Kara Zor-El alias Supergirl et de Brainiac 5, et s'intègre dans la continuité scénaristique Tomorrowverse,.

### Batman: La Malédiction qui s'abattit sur Gotham
Sorti le 28 mars 2023 en Blu-ray et VOD aux États-Unis sous le titre Batman: The Doom That Came to Gotham et réalisé par Christopher Berkeley et Sam Liu, le film s'inspire de la mini-série de comics du même nom (en) écrite par Mike Mignola et Richard Pace, et dessinée par Troy Nixey. Il prend place dans les années 1920, alors que Bruce Wayne revient à Gotham City après 20 ans d'expédition en Antarctique, dans un univers alternatif rendant hommage à la mythologie lovecraftienne. En France, il sort en Blu-ray et VOD le 21 juin 2023,.

### Justice League: Warworld
Sorti le 25 juillet 2023 en DVD, Blu-ray et VOD aux États-Unis et réalisé par Jeff Wamester, le film s'inscrit dans la continuité scénaristique Tomorrowverse et suit directement la scène post-générique du film précédent de cet arc Legion of Super-Heroes de 2023. En France, il sort en DVD, Blu-ray et VOD le 23 août 2023.
Nos héros se retrouvent piégés dans différents univers : Wonder Woman en plein western face à Jonah Hex, Batman dans le monde de Skartaris (en) en guerre contre Warlord, et Superman en agent du FBI enquêtant sur le crash d'un ovni dans un polar noir et blanc des années 1950. Ils doivent percer les énigmes de leurs aventures afin de découvrir ce qu'est le Warworld.

### Justice League: Crisis on Infinite Earths
Sorti en trois parties respectivement les 9 janvier, 23 avril et 16 juillet 2024 en VOD puis en DVD et Blu-ray aux États-Unis,, cette trilogie réalisée par Jeff Wamester, adapte la série de comics Crisis on Infinite Earths de Marv Wolfman et George Pérez. Elle conclut l'arc Tomorrowverse et se connecte avec les évènements de Justice League Dark: Apokolips War qui termine l'arc précédent du DCAMU. En France, les trois parties sortent en Blu-ray les 24 janvier, 24 avril et 24 juillet 2024,,.

### Watchmen
Sorti en deux parties respectivement les 13 août et 26 novembre 2024 en VOD puis en DVD et Blu-ray aux États-Unis sous les titres Watchmen Chapter I et Watchmen Chapter II, ainsi qu'en France (en VOSTFr uniquement), les films réalisés par Brandon Vietti sont une adaptation assez fidèle de la série de comics du même nom créée par Alan Moore et Dave Gibbons,.

## Hors collection

### DC Showcase
DC Showcase est une série de courts-métrages centrés sur des personnages secondaires de l'univers DC. Ils accompagnent généralement la sortie physique des longs-métrages de la collection principale. Un coffret DVD intitulé DC Showcase Original Shorts Collection regroupant les quatre premiers mini-films sort le 9 novembre 2010 aux États-Unis. Cinq courts-métrages sont produits en 2010 et 2011 avant un arrêt de la série :
- DC Showcase: The Spectre (2010) : présent en bonus sur le DVD de La Ligue des justiciers : Conflit sur les deux Terres, ce premier court-métrage est centré sur le personnage de Spectre ;

- DC Showcase: Jonah Hex (2010) : présent en bonus sur le DVD de Batman et Red Hood : Sous le masque rouge, ce court-métrage, sorti quelques semaines après le film Jonah Hex, est centré sur le personnage du même nom ;

- DC Showcase: Green Arrow (2010) : présent en bonus sur le DVD de Superman/Batman : Apocalypse, ce court-métrage est centré sur le personnage de Green Arrow ;

- Superman/Shazam! : Le Retour de Black Adam (Superman/Shazam!: The Return of Black Adam) (2010) : ce court-métrage, d'une durée de 25 minutes, est centré sur les personnages de Shazam, Black Adam et Superman. C'est le seul inédit présent sur le coffret DC Showcase Original Shorts Collection ;

- DC Showcase: Catwoman (2011) : présent en bonus sur le DVD de Batman: Year One, ce court-métrage est centré sur le personnage de Catwoman.

La série reprend en 2019, avec l'annonce de cinq courts-métrages pour accompagner les films d'animation sortis en 2019 et 2020, puis de quatre nouveaux courts-métrages en 2021 et 2022 :
- DC Showcase: Sgt. Rock (2019) : présent en bonus sur le DVD/Blu-ray de Batman : Silence, ce court-métrage est centré sur le personnage de Sgt. Rock ;

- DC Showcase: Death (2019) : présent en bonus sur le DVD/Blu-ray de Wonder Woman: Bloodlines, ce court-métrage est centré sur le personnage de Death (en) ;

- DC Showcase: The Phantom Stranger (2020) : présent en bonus sur le DVD/Blu-ray de Superman: Red Son, ce court-métrage est centré sur le personnage de Phantom Stranger ;

- DC Showcase: Adam Strange (2020) : présent en bonus sur le DVD/Blu-ray de Justice League Dark: Apokolips War, ce court-métrage est centré sur le personnage d'Adam Strange, dont les évènements sont repris dans le film Green Lantern: Beware My Power de 2022[66], et s'inscrit dans la même continuité scénaristique Tomorrowverse[89] ;

- Batman: Death in the Family (2020) : adapté de l'arc narratif Un deuil dans la famille, ce court-métrage est un préquel du film Batman et Red Hood : Sous le masque rouge ;

- DC Showcase: Kamandi: The Last Boy on Earth (2021) : présent en bonus sur le DVD/Blu-ray de Justice Society: World War II, ce court-métrage est centré sur le personnage de Kamandi et fait partie de la continuité scénaristique Tomorrowverse[89] ;

- DC Showcase: The Losers (2021) : présent en bonus sur le DVD/Blu-ray de Batman: The Long Halloween, partie 1, ce court-métrage suit un groupe de soldats surnommé The Losers (en) ;

- DC Showcase: Blue Beetle (2021) : présent en bonus sur le DVD/Blu-ray de Batman: The Long Halloween, partie 2, ce court-métrage est centré sur le personnage de Blue Beetle ;

- Constantine: The House of Mystery (2022) : ce court-métrage, d'une durée de 27 minutes, est centré sur le personnage de Constantine. L'histoire se déroule juste après les événements de Justice League Dark: Apokolips War, ce qui l'intègre dans la série DC Animated Movie Universe[90]. Il sort en DVD/Blu-ray le 3 mai 2022 aux États-Unis et le 25 mai 2022 en France, accompagné des trois précédents DC Showcase sur Kamandi, The Losers et Blue Beetle[90],[91].

### Constantine: City of Demons
Constantine accepte d'aider son ami d'enfance, Chas Chandler, à sauver sa fille qui est plongée dans un profond coma. Sa pathologie est due à des forces maléfiques qui sévissent à travers le monde. Constantine doit se rendre à Los Angeles, épicentre de l'activité démoniaque, pour affronter Beroul.
L'aventure s’intègre dans la série DC Animated Movie Universe où elle est considérée comme un spin-off du film Justice League Dark de 2017 dont Constantine est le personnage central.
Le film réalisé par Doug Murphy, est à l'origine une web-série diffusée sur la plateforme américaine CW Seed, consolidée en un long-métrage pour la sortie en DVD et Blu-ray le 9 octobre 2018 aux États-Unis et le 17 octobre 2018 en France.

### Deathstroke: Knights & Dragons
Le mercenaire Slade Wilson, alias Deathstroke, voit sa femme et son fils menacés après avoir commis une terrible erreur dix ans auparavant. Il doit désormais affronter Jackal et l’organisation H.I.V.E. pour protéger sa famille.
A l'instar de Constantine : City of Demons de 2018, le film réalisé par Sung Jin Ahn et produit en parallèle de la collection, est à l'origine une web-série diffusée sur la plateforme américaine CW Seed, consolidée et allongée en un long-métrage de 87 minutes. Il sort en DVD et Blu-ray le 4 août 2020 aux États-Unis et le 19 août 2020 en France.

## Les arcs narratifs

### Les films indépendants
Les films suivants sont autonomes et ne partagent pas de continuité entre eux ou avec d'autres univers :
- Superman : Le Crépuscule d'un dieu (2007)
- La Ligue des justiciers : Nouvelle Frontière (2008)
- Wonder Woman (2009)
- Green Lantern : Le Complot (2009)
- Batman et Red Hood : Sous le masque rouge (2010)
  - Batman: Death in the Family (2020) (court-métrage DC Showcase)
- All-Star Superman (2011)
- Green Lantern : Les Chevaliers de l'Émeraude (2011)
- Superman contre l'Élite (2012)
- Superman contre Brainiac (2013)
- La Ligue des justiciers : Dieux et Monstres (2015)
  - Justice League: Gods and Monsters Chronicles (2015) (web-série)
- Batman: The Killing Joke (2016)
- Batman: Gotham by Gaslight (2018)
- Superman: Red Son (2020)
- Batman: Soul of the Dragon (2021)
- Batman and Superman: Battle of the Super Sons (2022)
- Batman : La Malédiction qui s'abattit sur Gotham (2023)
- Watchmen (2024)

### DC Animated Movie Universe

#### L'arc «The New 52»
Le premier arc du DC Animated Movie Universe (DCAMU) est composé d'une série de films d'animation initialement basés sur la Renaissance DC (The New 52) et qui s'articule autour du conflit opposant la Ligue des justiciers à Darkseid. Cet univers est mentionné dans la scène post-générique de La Ligue des justiciers : Le Paradoxe Flashpoint en 2013 et se termine en 2020 avec Justice League Dark: Apokolips War. En 2022, la sortie du court-métrage Constantine: The House of Mystery apporte un complément à cette série. Les films suivants partagent la même continuité scénaristique :
- La Ligue des justiciers : Le Paradoxe Flashpoint (2013)
- La Ligue des justiciers : Guerre (2014)
- Le Fils de Batman (2014)
- La Ligue des justiciers : Le Trône de l'Atlantide (2015)
- Batman vs. Robin (2015)
- Batman : Mauvais Sang (2016)
- La Ligue des justiciers vs. les Teen Titans (2016)
- Justice League Dark (2017)
  - Constantine : City of Demons (2018) (web-série transformée en film)
- Teen Titans: The Judas Contract (2017)
- Suicide Squad : Le Prix de l'enfer (2018)
- La Mort de Superman (2018)
- Le Règne des Supermen (2019)
- Batman : Silence (2019)
- Wonder Woman: Bloodlines (2019)
- Justice League Dark: Apokolips War (2020)
  - Constantine: The House of Mystery (2022) (court-métrage DC Showcase)

Chronologie des évènements de l'arc « The New 52 »
| Année             | Films |
| ----------------- | --- |
| Début de la série | La Ligue des justiciers : Le Paradoxe Flashpoint |
| 2011              | Teen Titans: The Judas Contract (prologue) |
| 2013              | Wonder Woman: Bloodlines (prologue), La Ligue des justiciers : Guerre, Le Fils de Batman, La Ligue des justiciers : Le Trône de l'Atlantide                         |
| 2014              | Batman vs. Robin, Batman : Mauvais Sang |
| 2015              | La Ligue des justiciers vs. les Teen Titans, Suicide Squad : Le Prix de l'enfer, Justice League Dark                                                                |
| 2016              | Teen Titans: The Judas Contract |
| 2018              | La Mort de Superman, Le Règne des Supermen, Constantine : City of Demons, Batman : Silence, Wonder Woman: Bloodlines, Justice League Dark: Apokolips War (prologue) |
| 2020              | Justice League Dark: Apokolips War |
| Fin de la série   | Constantine: The House of Mystery |

#### Tomorrowverse
Le deuxième arc, surnommé « Tomorrowverse », débute avec le film Superman : L'Homme de demain en 2020 et se termine en 2024 avec la trilogie Justice League: Crisis on Infinite Earths. Cette fin se connecte également à l'arc précédent « The New 52 » en complétant les éléments du film Justice League Dark: Apokolips War de 2020. Cette série n'adapte pas les comics du DC Rebirth qui suit pourtant le reboot The New 52, préférant des histoires originales ou adaptant des comics plus anciens. Les films suivants partagent la même continuité scénaristique :
- Superman : L'Homme de demain (2020)
- Justice Society: World War II (2021)
  - DC Showcase: Kamandi: The Last Boy on Earth (2021) (court-métrage DC Showcase)
- Batman: The Long Halloween (2021)
- Green Lantern: Beware My Power (2022)
  - DC Showcase: Adam Strange (2020) (court-métrage DC Showcase)
- Legion of Super-Heroes (2023)
- Justice League: Warworld (2023)
- Justice League: Crisis on Infinite Earths (2024)

### DC Animated Universe
Cette continuité s'inscrit dans l'univers de fiction DC Animated Universe (DCAU) :
- Batman et Harley Quinn (2017)
- Justice League vs. the Fatal Five (2019)

### Justice League (JLA)
Cette continuité est basée sur les comics JLA (en) :
- La Ligue des justiciers : Conflit sur les deux Terres (2010)
- La Ligue des justiciers : Échec (2012)

### Superman/Batman
Cette continuité est basée sur l'histoire de Superman/Batman :
- Superman/Batman : Ennemis publics (2009)
- Superman/Batman : Apocalypse (2010)

### Year One/The Dark Knight Returns
Cette continuité est basée sur les histoires de Frank Miller :
- Batman: Year One (2011)
- DC Showcase: Catwoman (2011) (court-métrage DC Showcase)
- Batman: The Dark Knight Returns (2012 et 2013)

### Autres univers
Ces films sont liés à des univers existants :
- Batman : Contes de Gotham (2008) est associé à la trilogie The Dark Knight de Christopher Nolan ;
- Batman : Assaut sur Arkham (2014) est issu de l'Arkhamverse, une série de jeux vidéo créée par Rocksteady Studios ;
- Injustice (2021) est associé à la série de jeux vidéo du même nom ;
- Catwoman: Hunted (2022) est associé à l'univers de la série La Ligue des justiciers : Nouvelle Génération (Young Justice).